# برشیت‌نامه
برشیت‌نامه چهارمین و آخرین اثر حماسی مولانا شاهین شیرازی، شاعر بزرگ یهودی ایرانی، است که در سال ۱۳۵۹ بر اساس سفر پیدایش (عبری: برشیت) سروده شده است. برشیت‌نامه از نظر پیرنگ و مضمون به چهار بخش تقسیم می‌شود: از خلقت جهان تا قربانی اسحاق، اشعار حماسی در مورد یعقوب، یوسف و برادرانش، و عشق همسر پوتیفار (زلیخا) به یوسف. اگرچه اثر شاهین تا حد زیادی به داستان کتاب مقدس وفادار است، اما کاملاً از روایت اسلامی یوسف در قرآن (سوره ۱۲) جدا نیست. هرچند هر دو اثر اردشیرنامه و برشیت‌نامه حماسه محسوب می‌شوند، اما به دلیل وجود عناصر عاشقانه در هر دو روایت، می‌توان آن‌ها را جزء اشعار غنایی نیز به حساب آورد. حدوداً شامل ۱۰ هزار بیت می‌شود.